# Olovo
Olovo es un municipio y localidad de Bosnia y Herzegovina. Se encuentra en el  Cantón de Zenica-Doboj, dentro del territorio de la Federación de Bosnia y Herzegovina. La capital del municipio de Olovo es la localidad homónima.

## Localidades
- Ajdinovići
- Arapovača
- Bakići
- Berisalići
- Boganovići
- Brda (Olovo)
- Bukov Do
- Čude
- Čuništa
- Dolovi (Olovo)
- Drecelj
- Dugandžići
- Glavično
- Grabovica (Olovo)
- Gurdići
- Jelaške
- Kamensko (Olovo)
- Klinčići
- Kolakovići (Olovo)
- Kovačići (Olovo)
- Krajišići
- Križevići
- Kruševo (Olovo)
- Lišci
- Magulica
- Metilji
- Milankovići
- Olovske Luke
- Petrovići (Olovo)
- Ponijerka
- Ponor (Olovo)
- Prgoševo
- Pušino Polje
- Radačići
- Rečica
- Rijeka (Olovo)
- Slivnje
- Solun
- Stojčići
- Vukotići (Olovo)
- Žunova

## Demografía
En el año 2009 la población del municipio de Olovo era de 12 406 habitantes. La superficie del municipio es de 407.8 kilómetros cuadrados, con lo que la densidad de población era de 30 habitantes por kilómetro cuadrado.